# Нулевой километр

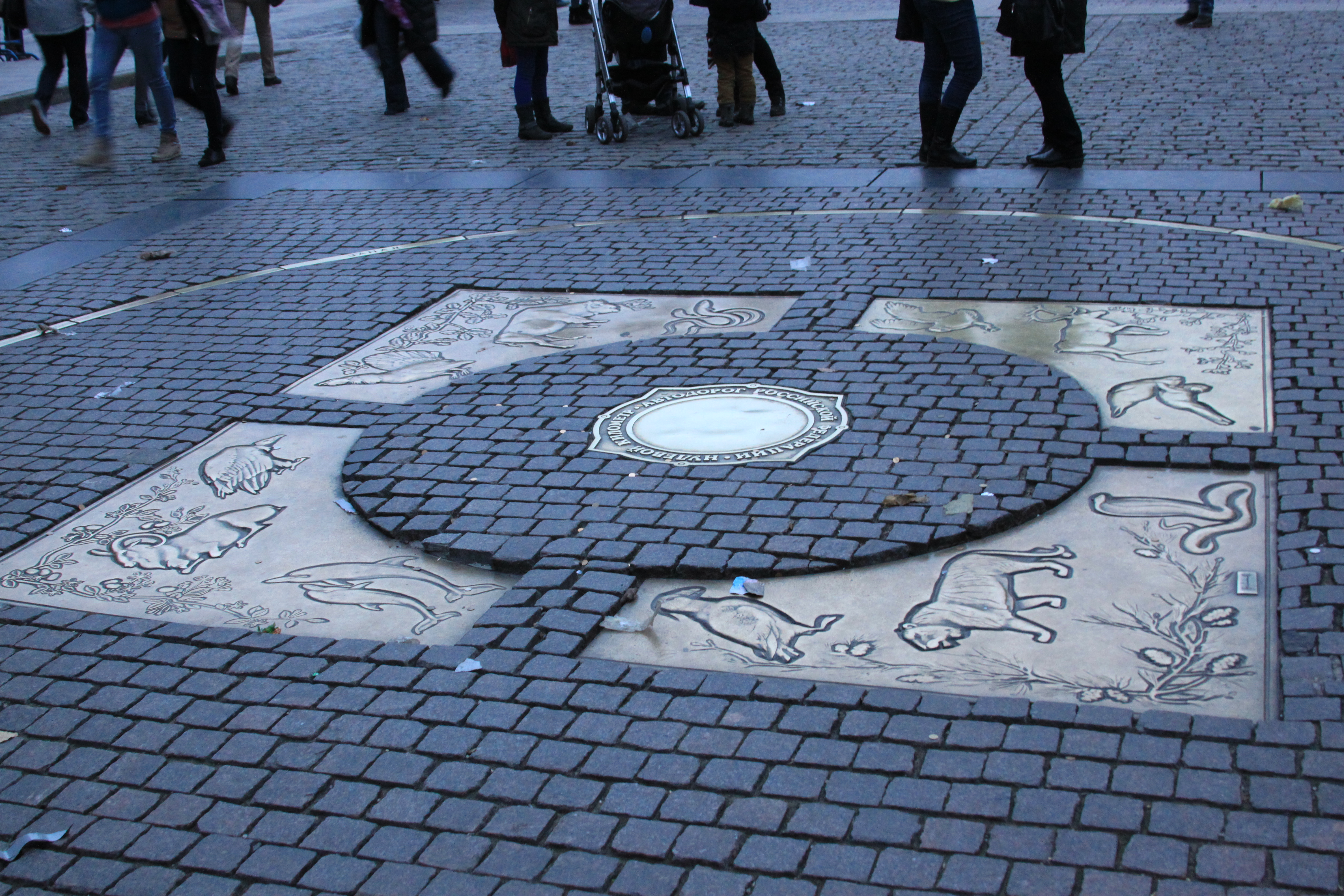
Нулевой километр автодорог России в Москве

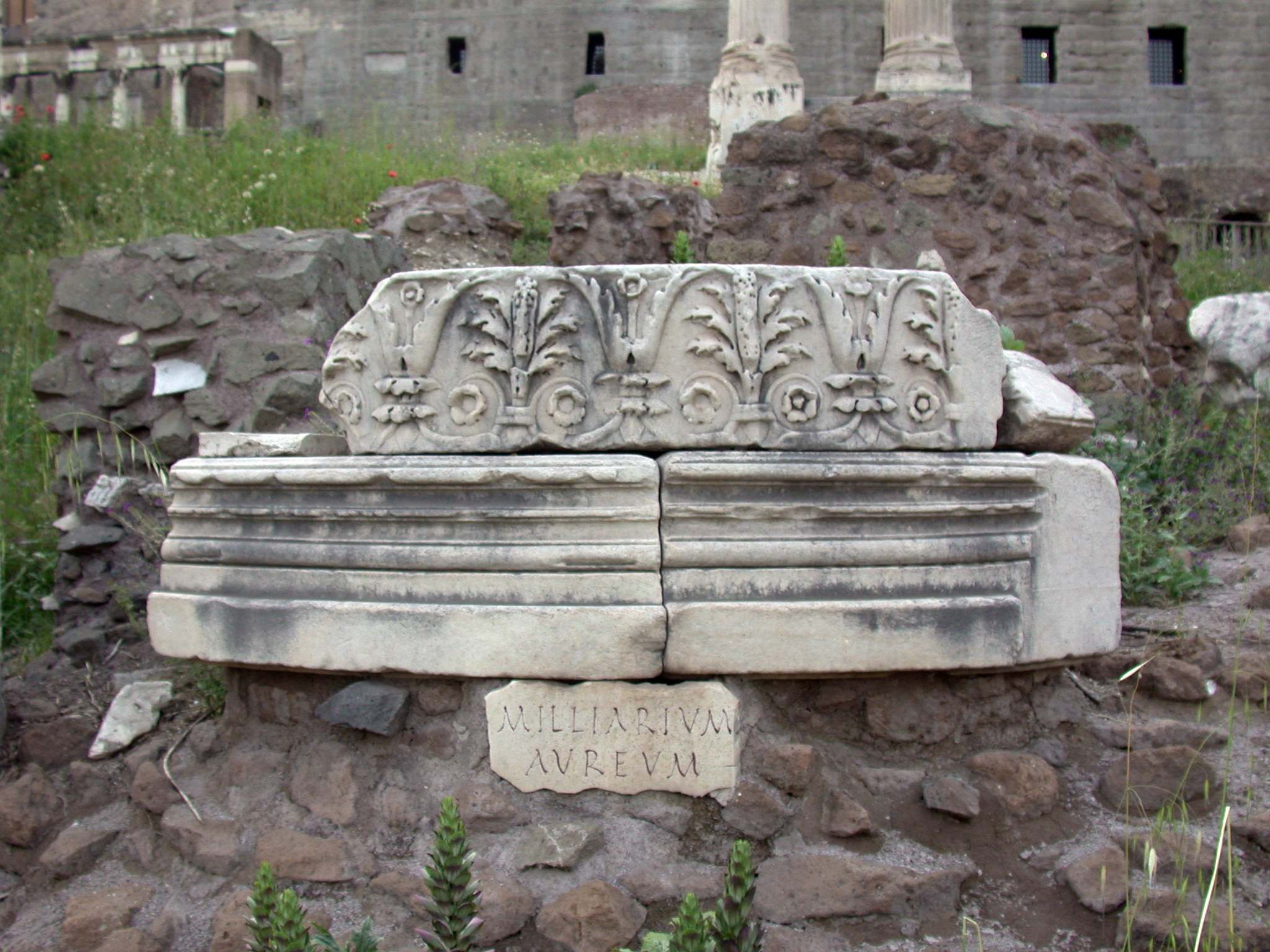
Части Milliarium Aureum (золотого мильного камня) в Риме

Нулево́й киломе́тр — начальная точка отсчёта дорожных расстояний в разных странах.
Во многих странах нулевой километр отмечен особым знаком в центре столицы, а также в других городах — для дорог, не проходящих через столицу. Нулевой километр отмечается табличкой или изображённым на земле знаком, а иногда статуей или стелой, или даже исторической достопримечательностью (дворцом, башней, мостом, может и просто жилым домом). В силу исторических причин нулевой километр часто попадает на главный почтамт города. В некоторых странах нулевой километр называют «нулевой точкой».

## История
В античные времена символом начальной точки отсчёта служила колонна Milliarium Aureum (золотой мильный камень) в древнем Риме, которая послужила поводом для известного выражения «все дороги ведут в Рим». В настоящее время знаки нулевого километра можно увидеть как в европейских столицах и городах, так и за пределами Европы.

## В разных странах

### Беларусь
В 1998 году на Октябрьской площади в Минске был установлен памятный знак «Нулевой километр».

### Венгрия
Знак нулевого километра в столице Венгрии Будапеште представляет собой трёхметровую скульптуру в форме нуля.

### Греция
В Греции нет специального знака точки отсчёта, таким местом на материковой части страны является центральная площадь городов, в Афинах — Омония, а в Салониках — Площадь Республики. Что касается островных городов, точкой отсчёта считается центральный причал портов, откуда начинается отсчёт расстояний в пределах того или иного населённого пункта.

### Израиль
С римских времён на площади в Старом городе Иерусалима стояла впоследствии снесённая колонна, от которой начинался отсчёт расстояния до других городов. В XX веке нулевой километр оказался в Иерусалиме возле Яффских ворот. В 1898 году в стену был установлен знак в честь германского императора Вильгельма II. Во время британского мандата на Палестину его убрали, и сейчас здесь нет никаких отметок о нулевом километре.

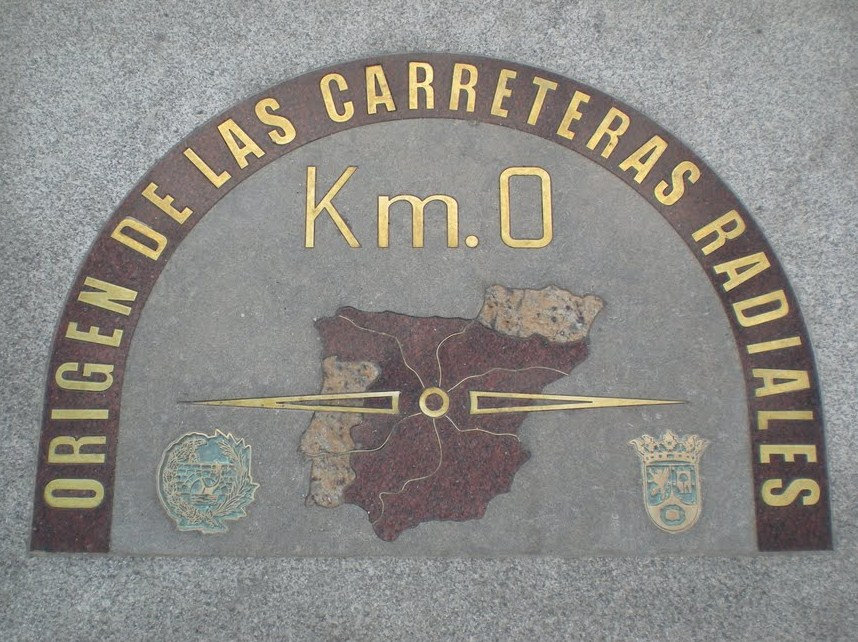
Испанский нулевой километр

### Испания
В Мадриде нулевой километр находится на площади Пуэрта-дель-Соль перед зданием бывшей почтовой станции.

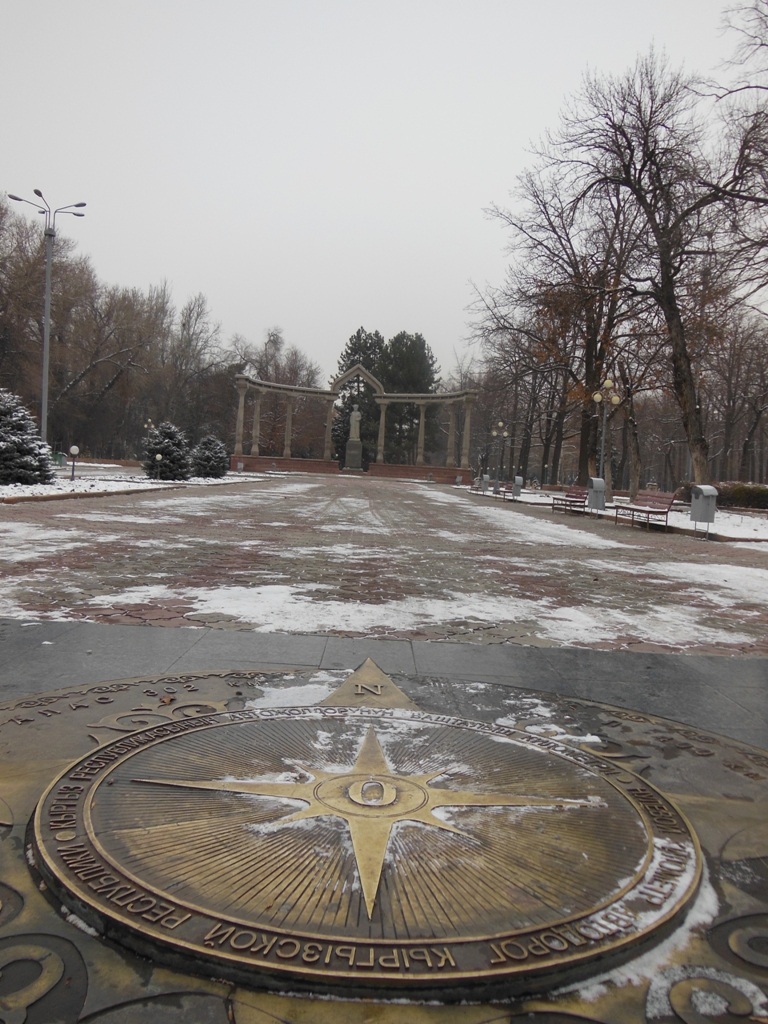
Нулевой километр в Бишкеке

### Кыргызстан
Нулевой километр в Кыргызстане находится в его столице Бишкеке.

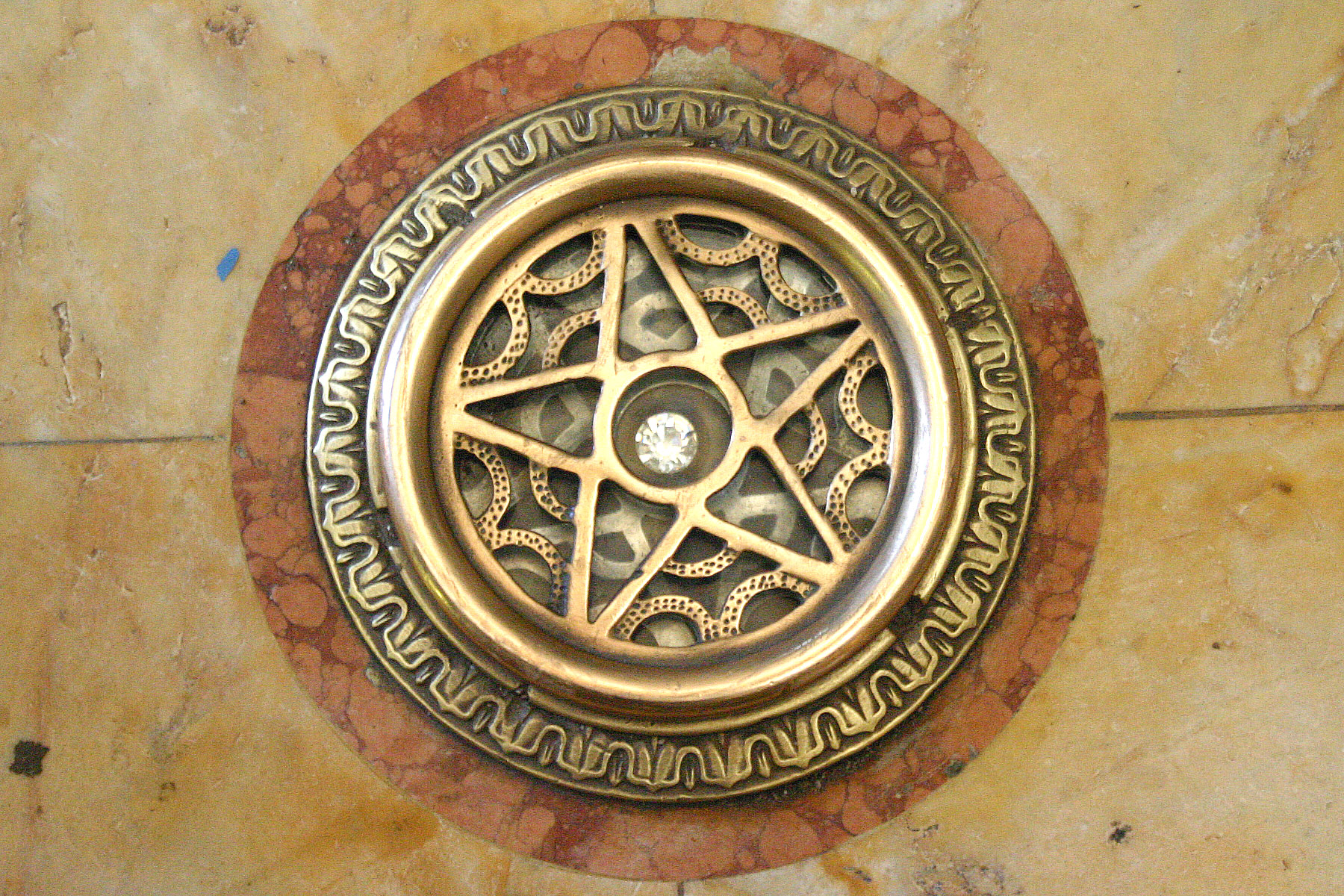
Кубинский нулевой километр

### Куба
Нулевой километр Кубы находится в её столице Гаване, в здании Капитолия. Начальную точку отмечает вмонтированная в пол в центре главного зала копия бриллианта весом 25 карат (5,0 г).

### Россия

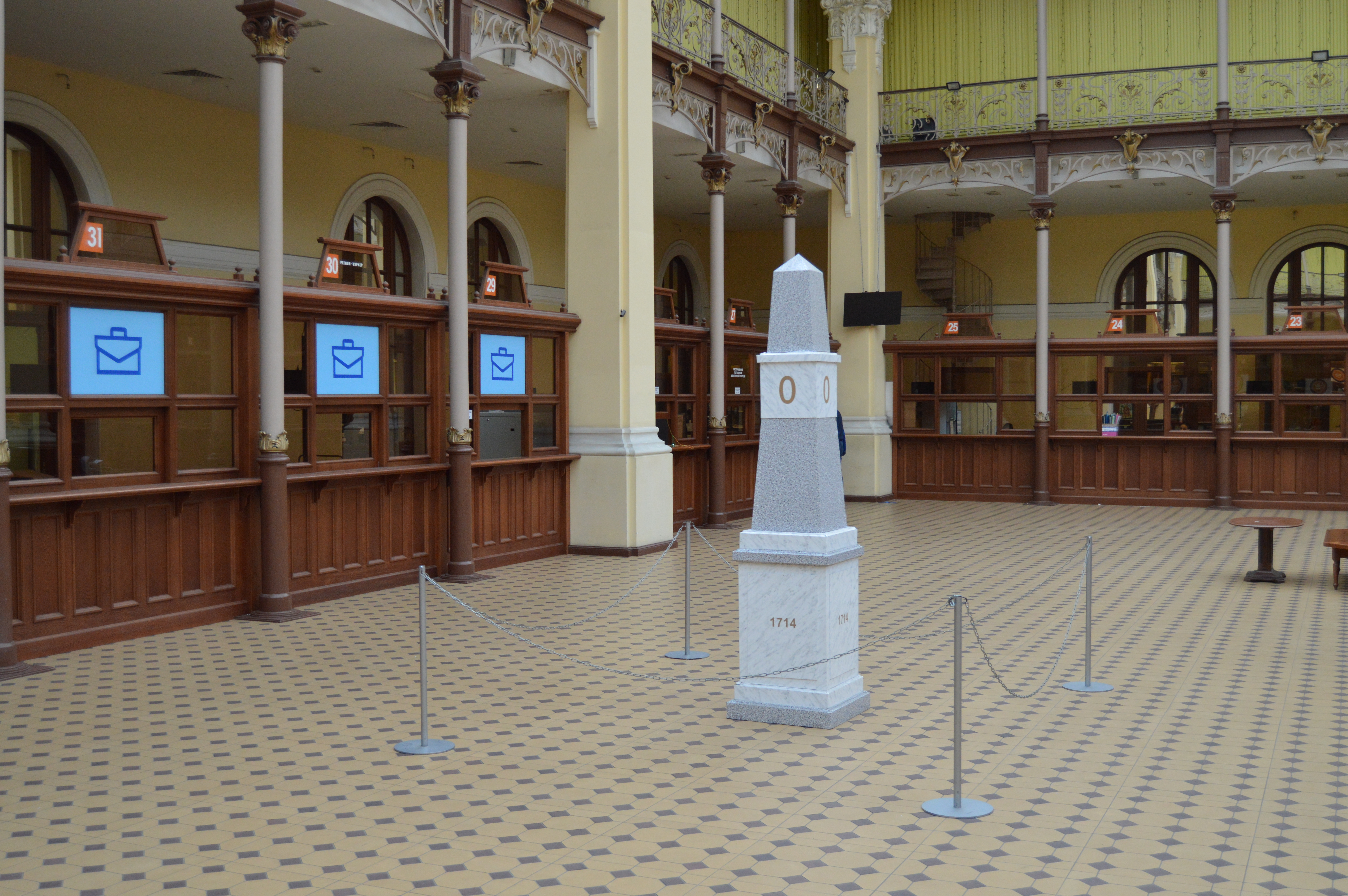
«Нулевая верста», муляж под мрамор в здании главного почтамта Санкт-Петербурга

В Российской империи с 1714 года верстовое отчисление по дорогам шло от главного почтамта Санкт-Петербурга. Часть верстовых знаков до сих пор можно встретить на Петергофской дороге и Киевском шоссе Санкт-Петербурга.
С 1920-х годов до 1959 года официальной точкой отсчёта расстояний по дорогам было здание Центрального телеграфа в Москве, с 1959 года — здание мавзолея на Красной площади.
В настоящее время бронзовый знак нулевого километра находится в проезде Воскресенские ворота, что соединяет Красную площадь с Манежной. Знак установлен в 1996 году по проекту архитектора И. Н. Воскресенского, со скульптурным изображением работы скульптора А. И. Рукавишникова. Знак был изготовлен в середине 1980-х годов, а место установки выбиралось из предложенных 14 разных точек в Москве. Первоначально задумывалось расположить знак на Красной площади на середине линии, соединяющей Мавзолей Ленина и ГУМ. Установленный знак нулевого километра, согласно принятому в 2007 году федеральному закону (статья 9), принимается за условную начальную точку отсчёта протяжённости автомобильных дорог, которые начинаются в столице Российской Федерации.
В ряде городов России имеются местные знаки нулевого километра.

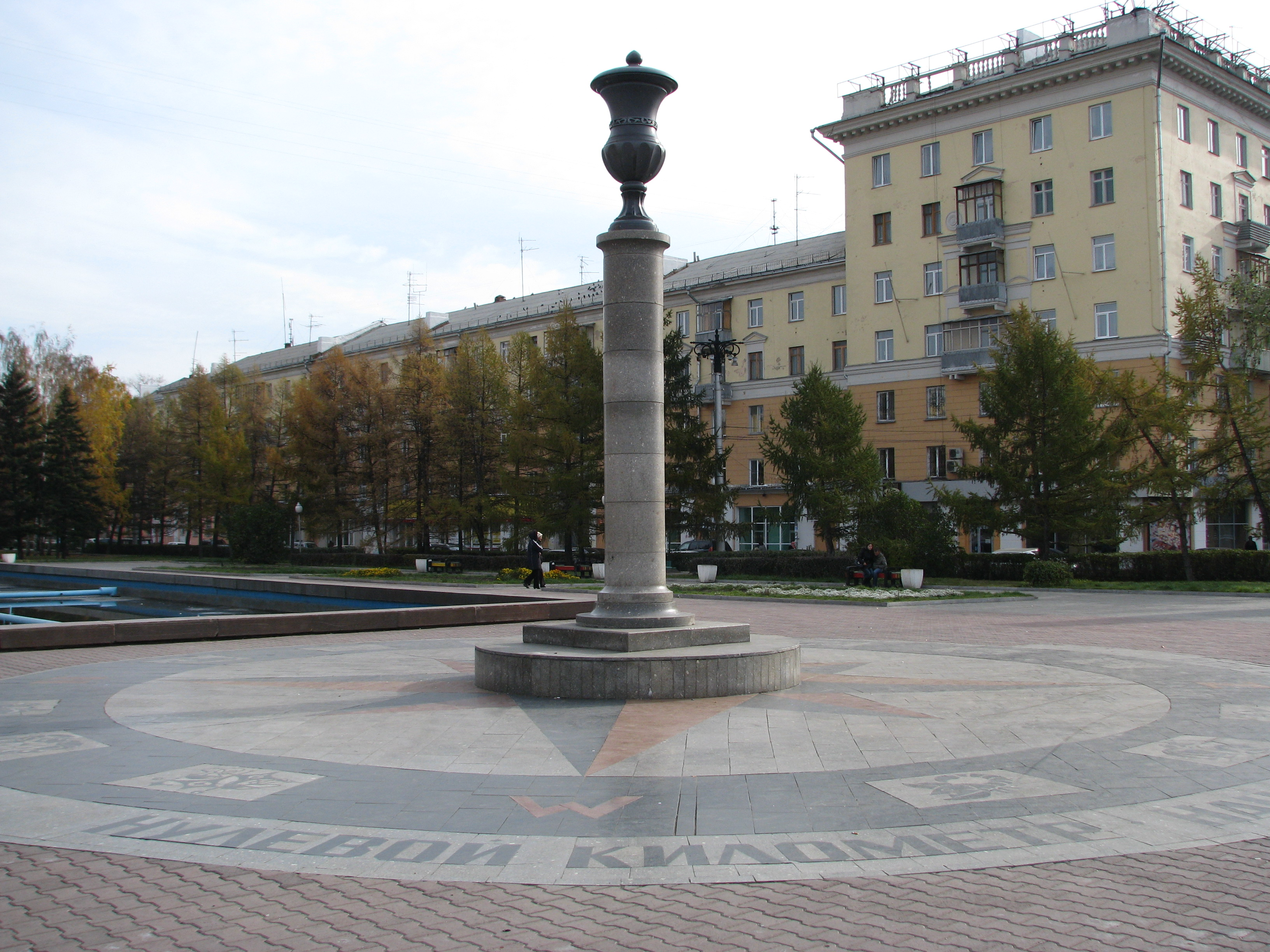
Нулевой километр, Барнаул
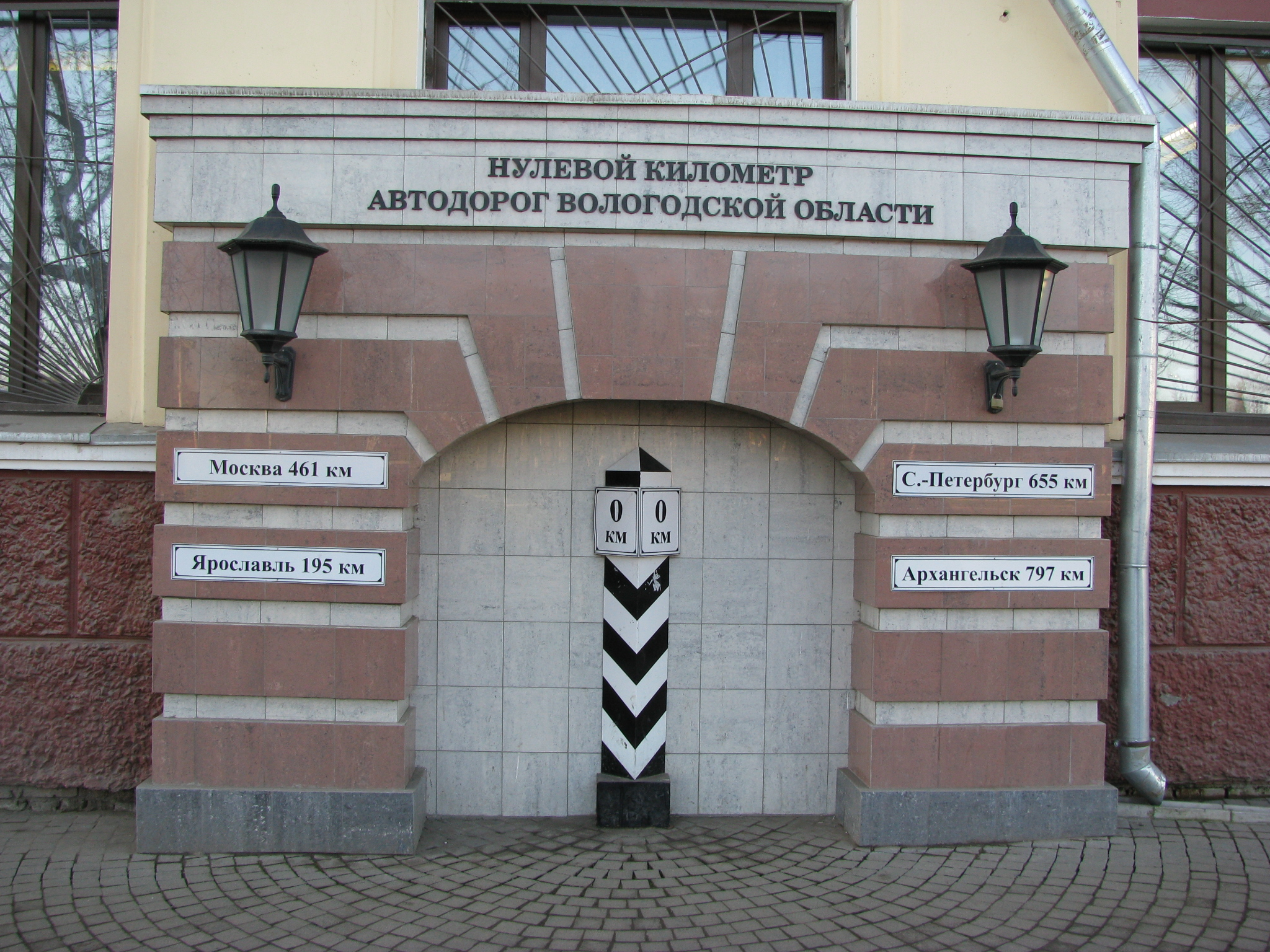
Нулевой километр, Вологда
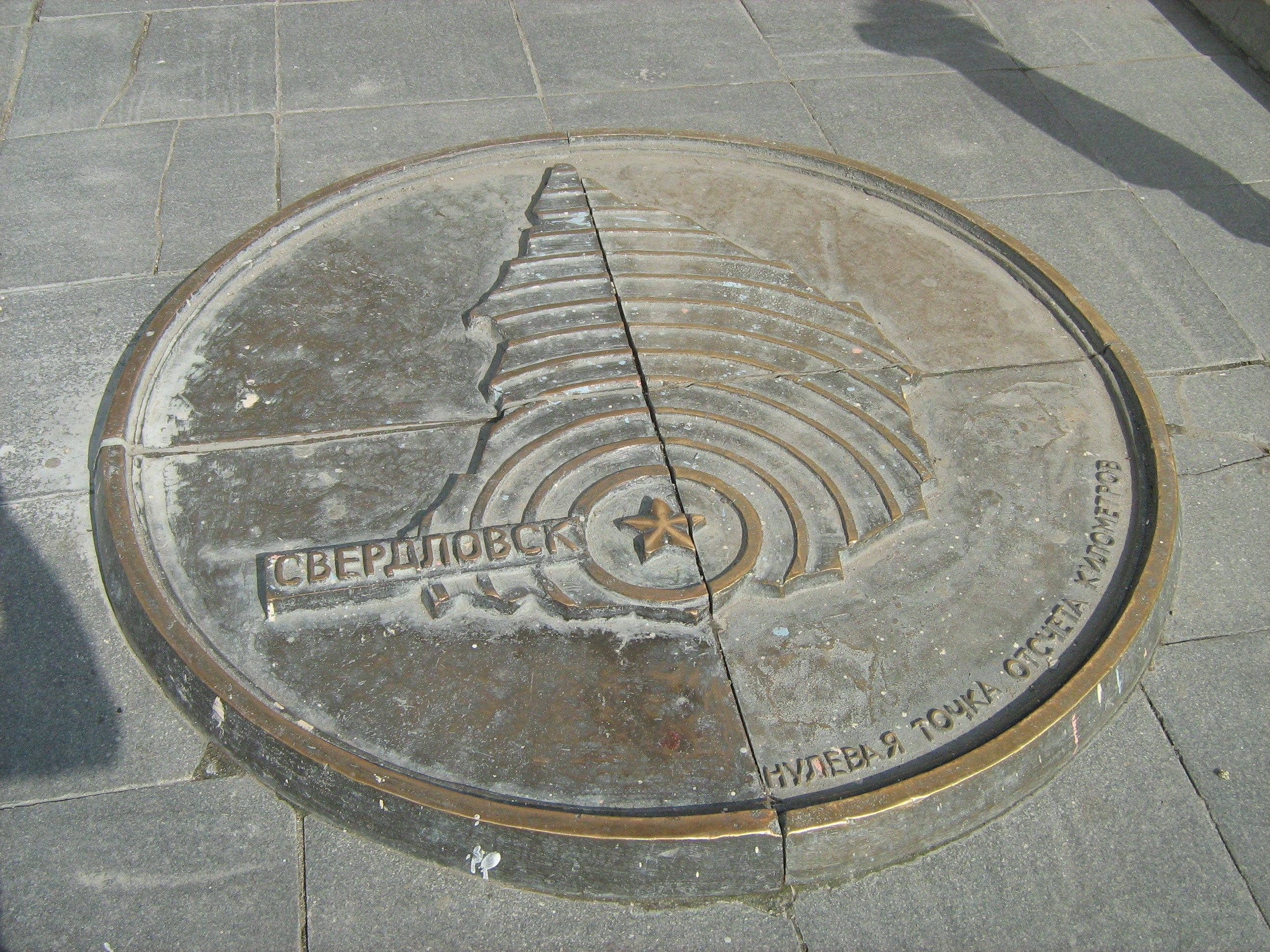
Нулевой километр, Екатеринбург
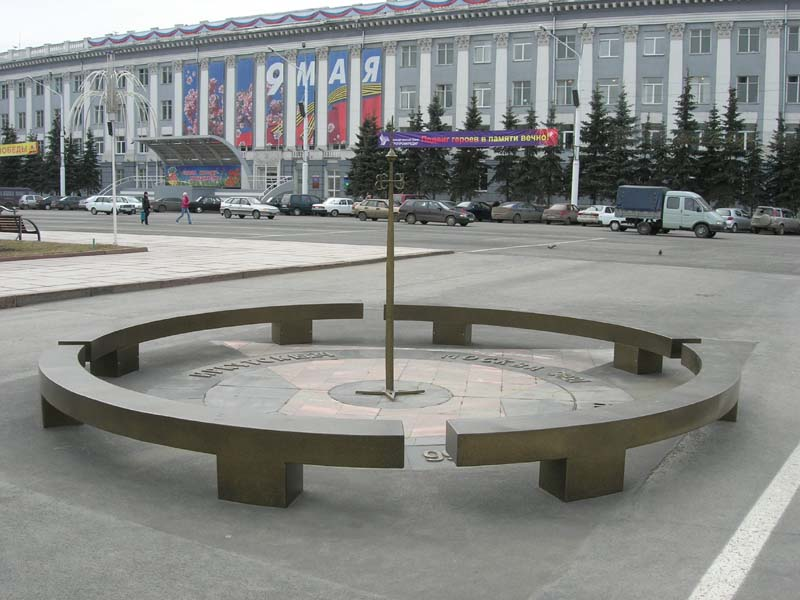
Нулевой километр, Кемерово
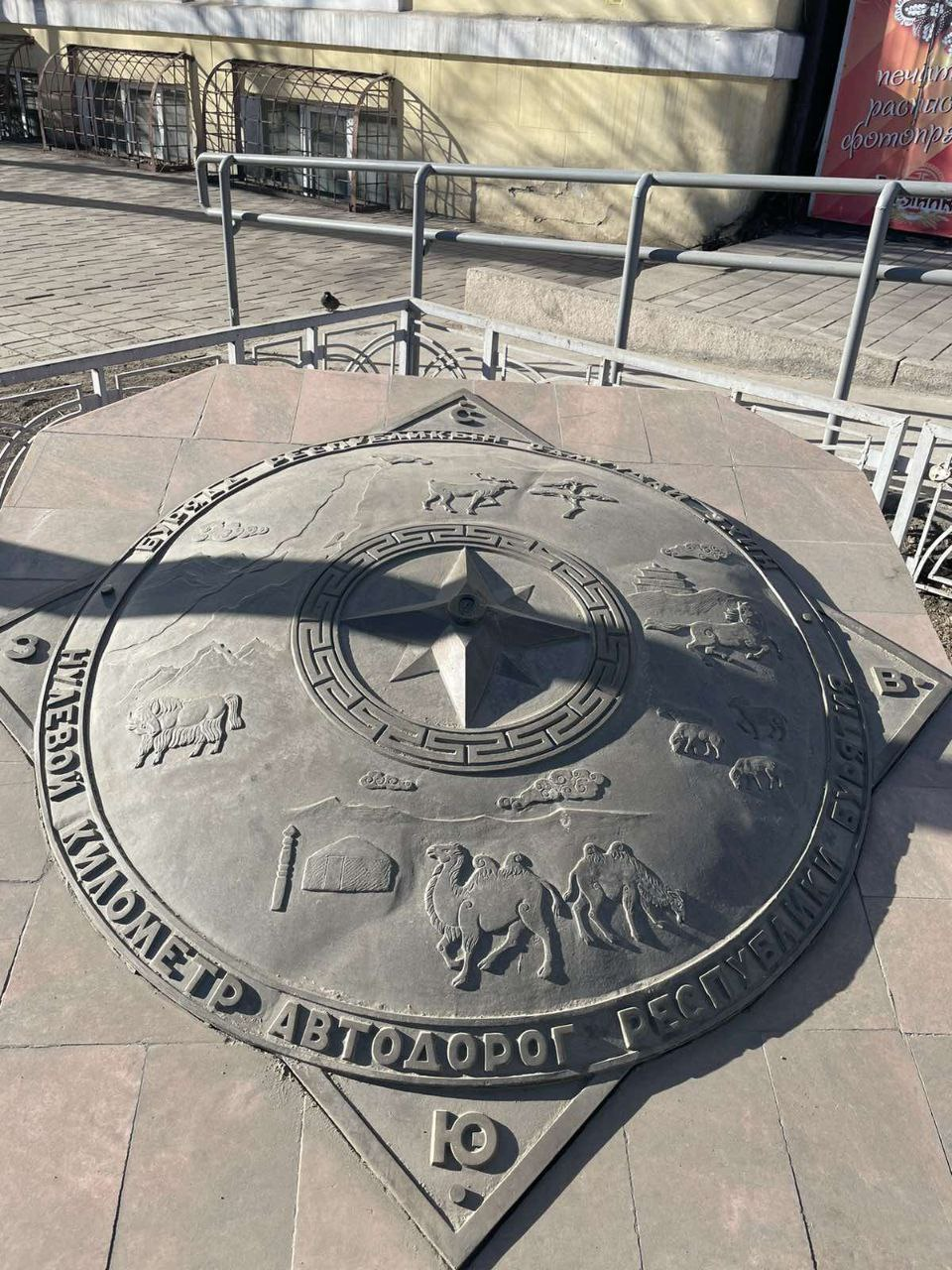
Нулевой километр, Улан-Удэ
Нулевой километр, Уфа
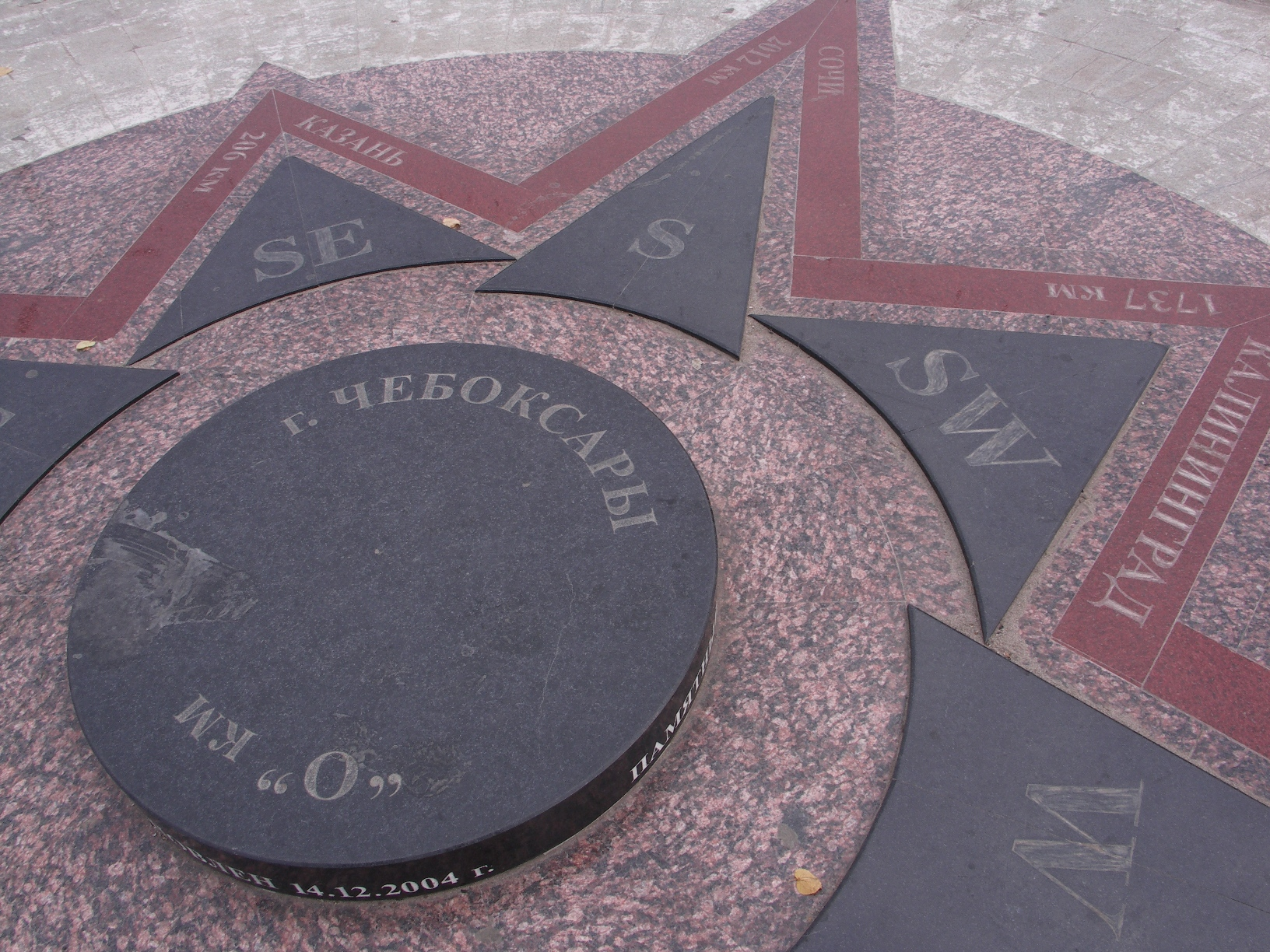
Нулевой километр, Чебоксары

### Словакия
В Братиславе нулевой километр носит историческое название «Братиславский меридиан».

### Таиланд
В Таиланде нулевым километром является Монумент Демократии в Бангкоке.

### Украина
На Украине нулевой километр находится в Киеве на Площади Независимости (майдане Незалежности).

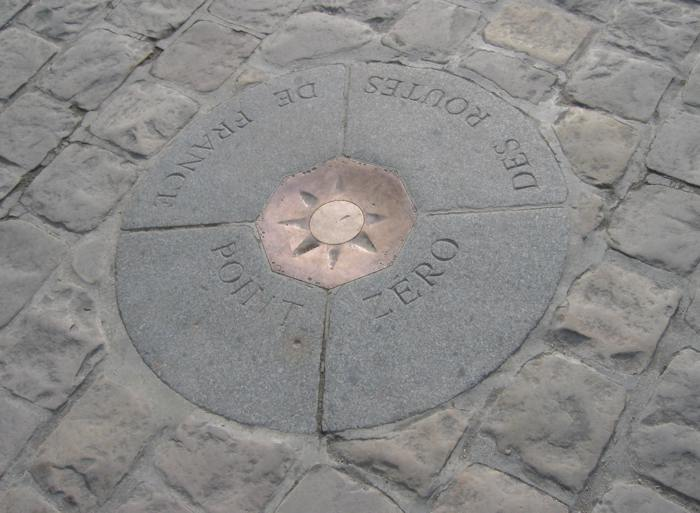
Нулевой километр в Париже

### Франция
- В Париже нулевой километр находится перед Нотр-Дам де Пари, это нулевая точка французских дорог (как говорят французы).
- В Марселе нулевой километр был обозначен в 1926 году на углу улиц Канебьер (de la Canebière) и Бельзюнс (cours Belsunce).

Памятным знаком отмечен нулевой километр «Дороги свободы» в городе Сент-Мер-Эглиз в Нормандии, рядом с которым была произведена высадка 82-й воздушно-десантной дивизии США 6 июня 1944 года во время Второй мировой войны.

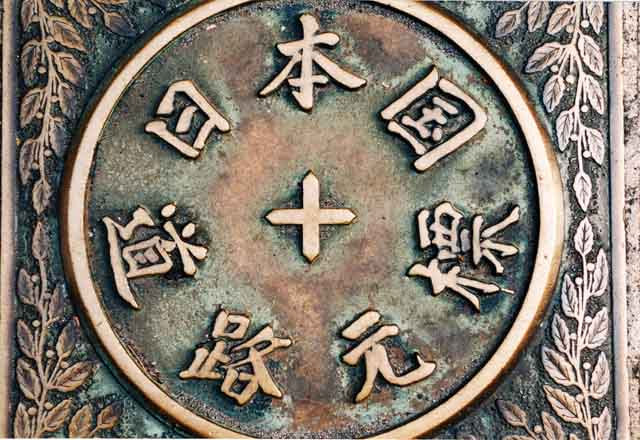
Японский нулевой километр на мосту Нихонбаси

### Япония
Нулевой километр в Японии находится посередине моста Нихонбаси в Токио. Станция Токио считается исходной точкой национальной железнодорожной сети и имеет несколько столбов и памятников, указывающих нулевой километр линий, исходящих от станции.